# Sabat biblic

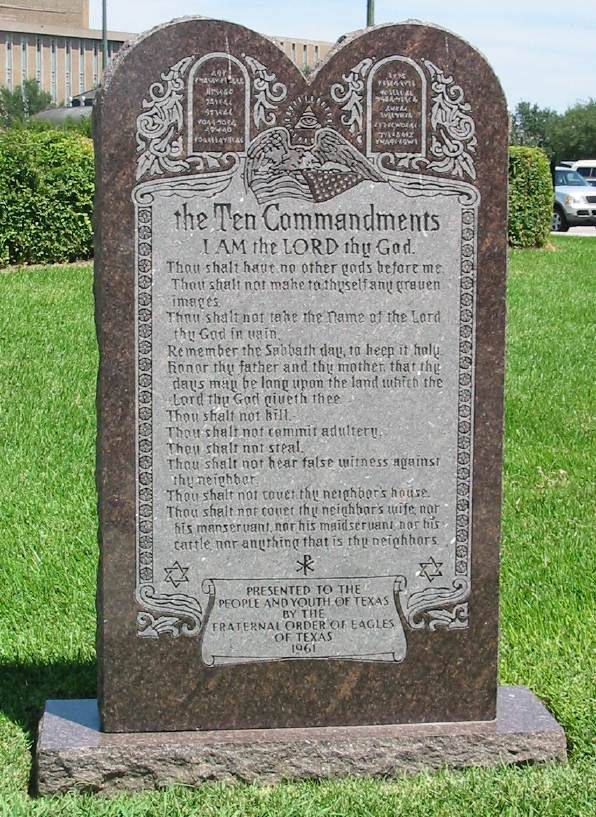
A Cele Zece Porunci monument care include porunca să-ți [[amintești de ziua sabatului (odihnei), ca să o sfințești
|"Amintește-ți de ziua Sabatului, ca s-o sfințești! (BVA)".]]

Sabatul biblic este ziua a șaptea săptămânală de odihnă și închinare. Este respectat diferit în iudaism și de o minoritate a creștinătății și informează similar în mai multe credințe.

## În creștinism

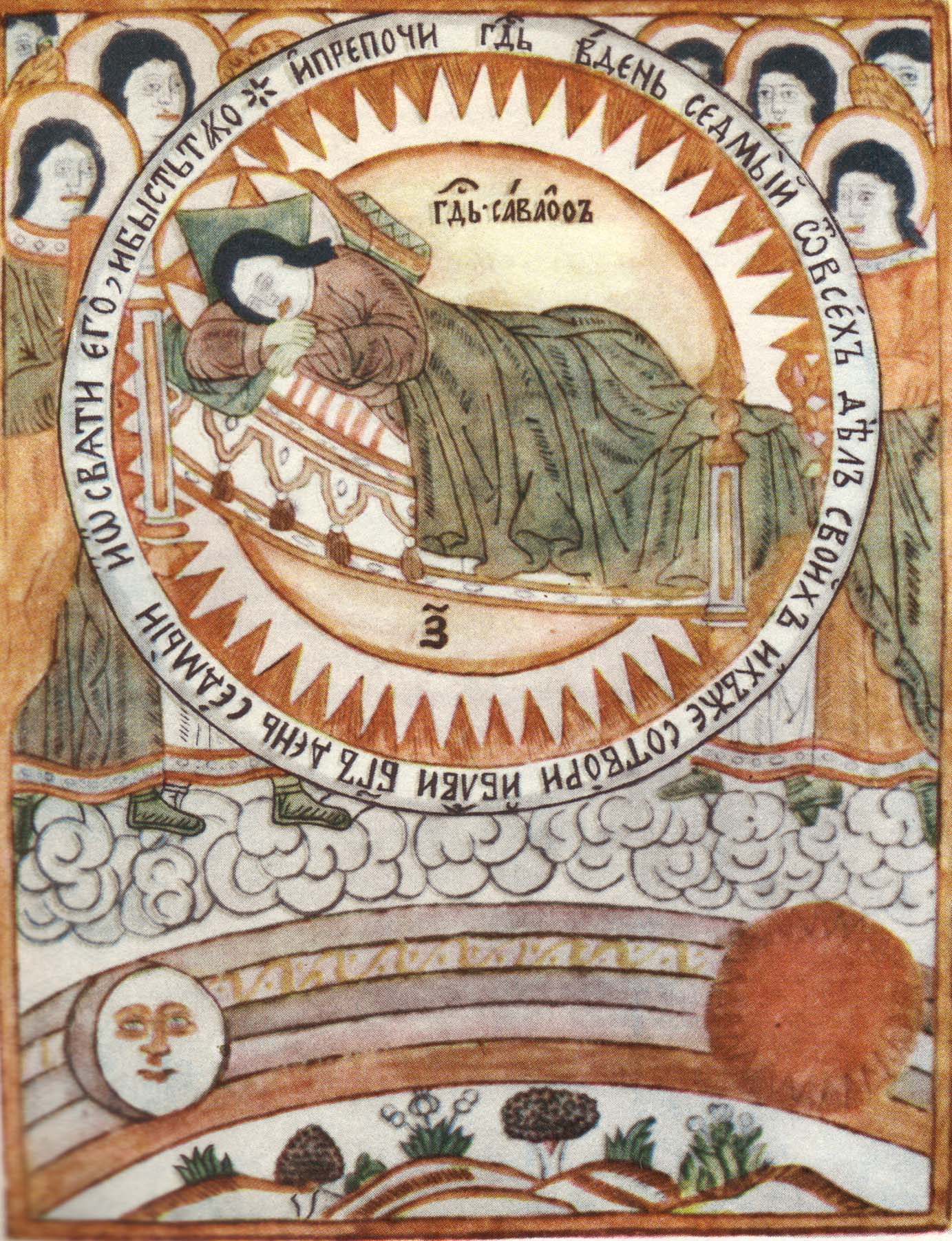
Ilustrație din prima Biblie Creștină gravată în rusă (1696), reprezentându-l pe Dumnezeu odihnindu-se în ziua de sabat.

### Sabatul în bisericile creștine
Baptiștii
“A existat si existã o porunca de a pazi ziua de Sabat, insa acea zi nu este duminica… Nu exista o dovada scripturistica despre schimbarea institutiei Sabatului, de la a saptea, la prima zi a saptamanii.” Dr. Edward T. Hiscox (author of the Baptist Manual)New York Minister Conference, Nov. 13, 1893
Penticostalii
“Nu ne invata Biblia ca sambata trebuie sa fie ziua Domnului? Aparent, trebuie sa obtinem raspunsul din alta sursa decat Noul Testament (privind ziua duminicii)…’’ David A. Womack, “Is Sunday the Lord’s Day?” The Pentecostal Evangel, Aug. 9, 1959, #2361, pag. 3
Biserica Luterană
In Marele Catehism Arhivat în 5 noiembrie 2013, la Wayback Machine., al Dr. Martin Luther, care face parte din Cartea Concordiei, corpul de baza al doctrinei Bisericii Luterane,  porunca a treia, cea de a pazii sabatul, este descrisa ca fiind data evreilor si ca facand parte dintr-un set de legi ce tin de un popor, timp, spatiu. Biserica Luterana tine Duminica ca zi de odihna si respinge ideea ca astazi, crestinii sunt obligati sa tina sambata ca zi de odihna.
Prezbiterienii si Reformatii
In general, in traditia reformata, Ulrich Zwingli, Jean Calvin si Theodor Beza precum si John Knox, care sunt parintii traditiei reformate, au respins indee ca sabatul trebuie observat sambata. Majoritatea reformatilor de astazi care adera fie la Confesiune Helvetica fie la Confesiunea de la Westmister  fie la canoanele Sinodului de la Dort tin Duminica ca zi de odihna.
Exista si biserici reformate care tin sambata:
“O schimbare a zilei care trebuie tinuta, din ultima, in prima zi a saptamanii. Nu exista nici o porunca expresa care sa autorizeze aceasta schimbare.” N.L. Rice, The Christian Sabbath, p. 10
“De aceea, pana nu se va demonstra ca intreaga lege morala s-a abrogat, Sabatul ramane in picioare. Invataturile lui Isus confirma perpetuitatea Sabatului.” T.C.Blake, D.D. Theology Condenses, pag. 474, 475
Metodiștii
“In ceea ce priveste duminica nu exista nici un pasaj care sa spuna crestinilor sa tina acea zi sau sa transfere Sabatul iudaic in acea zi.” H.F. Rall, Christian Advocate, july 2, 1942
Anglicanii
“Multi cred ca duminica e Sabatul, insa nici in Noul Testament, nici in vremea bisericii timpurii, nu exista ceva care sa sugereze ca avem vreun drept sa transferam pazirea zilei a saptea a saptamanii catre prima. Sabatul a fost si este sambata si nu duminica…” Rev. Lionel Beere, Church and People, September 1st, 1947
Episcopalienii
“Exista vreo porunca in Noul Testament care sa schimbe ziua de odihna de la sambata la duminica ? Nici una.” Manualul doctrinei crestine, pag. 127
“Am facut o schimbare de la ziua a saptea la prima, de la sambata la duminica, doar pe baza sfintei si apostolicei biserici a lui Christos” Why we keep Sunday, pag. 28
Congregaționaliștii
“E destul de limpede ca oricat de strict si sincer am pazi duminica, nu tinem Sabatul … Nu exista nici o singura propozitie in Noul Testament care sa sugereze ca avem parte de vreo pedeapsa daca incalcam presupusa sfintenie a duminicii.” Dr.R.W.Dale, The Ten Commandments, p. 100,101
“Sabatul crestin, duminica, nu apare in Scripturi si nu era numit Sabat de biserica primara.” Dwight’s Theology, Vol.4, pag.165
Encyclopedia
“Duminca (ziua soarelui) a fost numele pe care paganii l-au dat primei zile a saptamanii, pentru ca era ziua în care se inchinau soarelui. Cea de-a saptea zi a fost binecuvantata si sfintita de Dumnezeu Insusi. El le cere creaturilor Sale sa o sfinteasca pentru El. Aceasta porunca este o obligatie universala si perpetua.” Eadie’s Biblical Cyclopedia, 1892 ed. pag.561

## Care zi a săptămânii este Sabatul?
„Ziua a șaptea este ziua de odihnă închinată Domnului Dumnezeului tău.” (Exodul 20:10)
„După ce a trecut ziua Sabatului (sâmbăta),…în ziua dintâi a săptămânii (duminica), s-au dus la mormânt dis de dimineață, pe când răsărea soarele.” (Marcu 16:1, 2)